# الشحطي (إب)

تعديل مصدري - تعديل

الشحطي محلة تابعة لقرية نقيل الدجري، التابعة لعزلة بلادشار بمديرية إب إحدى مديريات محافظة إب في الجمهورية اليمنية، بلغ تعداد سكانها 179 حسب تعداد اليمن لعام 2004.